# 金盞花大酒店
《黃金花大酒店》（英語：The Best Exotic Marigold Hotel），是一齣2011年的英國喜劇電影，由約翰·麥登執導，歐·帕克編劇。故事以2004年由Deborah Moggach所著作的小說《These Foolish Things》為藍本。參與拍攝的演員包括茱蒂·丹契、戴夫·帕托、希莉亞·伊姆麗、比·乃爾、朗諾·匹克、瑪姬·史密芙、湯姆·威金森及潘妮洛普·威爾頓，他們飾演一群住在一間殘舊的印度酒店的英國退休人士。於2012年5月4日在美國上映。續集《金盞花大酒店2》於2015年3月6日推出。

## 劇情
七位互不相識的英國退休老人，一起前往在印度的黃金花大酒店，豈料抵達之後才發現酒店相當殘舊。各人憑著自己的人生累積下來的智慧和幽默感，在此環境中接受挑戰。

## 演員
- 茱蒂·丹契（Judi Dench） – 艾芙琳·格林斯萊德（Evelyn Greenslade）
- 比·乃爾（Bill Nighy） – 道格拉斯·安斯利（Douglas Ainslie）
- 潘妮洛普·威爾頓 – 珍·安斯利（Jean Ainslie）
- 瑪姬·史密芙（Maggie Smith） – 妙麗葉兒·唐納利（Muriel Donnelly）
- 湯姆·威爾金森（Tom Wilkinson） – 葛拉罕·達許伍德（Graham Dashwood）
- 朗諾·匹克（Ronald Pickup） – 諾曼·庫辛斯（Norman Cousins）
- 希莉亞·伊姆麗（Celia Imrie） – 瑪琪·哈德卡斯爾（Madge Hardcastle）
- 戴夫·帕托（Dev Patel） – 桑尼·卡普爾（Sonny Kapoor）
- 黛安娜·哈卡索（Diana Hardcastle） – 卡洛兒（Carol）
- 蕾蒙娜·馬奎斯（Ramona Marquez） – 瑪琪的孫女（Grandchild of Madge）
- 麗莎·塔巴克（Liza Tarbuck） – 首護士卡蓮（Head Nurse Karen）
- 莉蕾特·杜貝（Lillete Dubey） – 卡普爾太太（Mrs. Kapoor）
- 蒂娜·德賽（Tena Desae） – 蘇奈娜（Sunaina）

## 發行
電影在2012年5月4日於美國和加拿大上映。電影以Indian Palace的名稱在2012年5月9日在法國上映。電影於2012年5月17日在香港上映。

## 評價
電影普遍獲得正面評價。在爛番茄影評統計網站，它獲得73個正面和22個負面評價，截至2012年5月9日，總評分為77% 。

## 外部連結
- 互联网电影数据库（IMDb）上《金盞花大酒店》的资料（英文）
- 官方網站（英文）